# 骨若站
骨若站（：／ Goryak yeok */?）是慶全線沿線的一座鐵路車站，位於韓國全羅南道光陽市骨若洞，已於2016年關閉。

## 历史
- 1968年2月7日 - 落成使用[1]。

## 相鄰車站
韓國鐵道公社
慶全線
玉谷－骨若－光陽